# Џорџ Смит (физичар)
Џорџ Елвуд Смит (енгл. George Elwood Smith; Вајт Плејнс, 10. мај 1930 — Барнегејт, 28. мај 1930) био је амерички физичар, научник и коинвентор ЦЦД сензора. Награђен је у 2009. години Нобеловом наградом за физику за „проналазак полупроводничких кола за снимање — ЦЦД сензора”.
Смит је рођен у Вајт Плејнсу, Њујорк. Служио је у морнарици САД, студије је завршио на Универзитету у Пенсилванији 1955, а докторат на Универзитету у Чикагу 1959. године са дисертацијом на само три странице. Радио је у Беловим лабораторијама на Мари Хилу у Њу Џерзију од 1959. до пензионисања 1986. године, где је водио истраживања ласерских и полупроводничких уређаја. Током мандата, Смит је награђиван за већи број патената.
Године 1969, Смит и Вилард Бојл изумели су ЦЦД уређај, за коју су добили Стјуарт Балантинову медаљу на Френклин институту 1973. године, 1974. IEEE Морис Н. Либерман меморијалну награду, 2006. Чарлс Старк Драпер награду и 2009. године Нобелову награду за физику.
Бојл и Смит су били страствени морнари који су ишли на много путовања. Након пензионисања, Смит је пловио широм света са женом Џенет, још пет година, док нису оставили свој хоби 2001. године да би „чували своје ’старе кости’ од будућих олуја”.